# Дасаратх Рангасала
Дасаратх Рангасала — багатофункціональний стадіон у Катманду, Непал. Це найбільший стадіон у Непалі. Викристовується більшим чином для проведення футбольних матчів, та культурно-розважальних заходів. Стадіон побудований у 1956 році і може вмістити 25 000 глядачів, при кількості місць для сидіння у 5000. Більшість національних та міжнародних змагань у Непалі відбуваються на цій арені.
На стадіоні встановлені освітлювальні башти, що дозволяє проводити матчі й увечері. Стадіон було реконструйовано перед VIII Південноазіатськими іграми, які пройшли у Катманду.  Реконструкція була проведена за кошт Китаю.